# エフエム・ギグ
特定非営利活動法人エフエム・ギグ (fm GIG) は、京都市で同名称のインターネットラジオをする非営利団体である。かつては、京都市中京区でミニFMもしていた。

## 概要
番組はすべて自主制作している。インターネットラジオでは珍しく、オンデマンド形式ではなくリアルタイムストリーミング形式を採用しており、地上波のラジオ放送と同様にタイムテーブルに沿って毎日ほぼ24時間、生放送を含む番組を配信している。
京都（四条烏丸）の本局以外に、彦根（ラジオ逓信舎）、神戸（しあわせ発信局）、西宮（つながりっちょラジオ）、名古屋、大阪（夢かなOSAKAステーション・夢かな淀川リバーサイドステーション・夢かな高槻ステーション）、東京（夢かな東京ステーション・夢かな渋谷道玄坂Sステーション）、京都（夢かな京都宇治ステーション）などにサテライト局がある。
プロレスリング・ノアの三沢光晴、小橋建太、バレーボール日本代表の木村沙織、フィンランドのロックグループ ザ・ラスマス への独占インタビューを行っている。

## 沿革
- 2002年
  - 4月1日 冴沢鐘己を中心にミニFMを開始。同時にクイックタイムストリーミングを用いたインターネットラジオも開始。当初は録音番組による24時間ローテーション放送。
- 2004年
  - 一部生放送を開始。インターネットラジオとしてもリアルタイムの生放送を実現。エンターテイメント系だけでなく、祇園祭など地域の行事に参加し、現場からの生放送をして地域とのつながりを深める。
  - 12月28日 特定非営利活動法人として認証される。
- 2005年
  - 京都市北部の出町地域との連携を深め、コミュニティ放送の免許申請の準備開始。
  - フジテレビ『ザ・リサーチャー2』に、インターネットラジオに関するテーマで代表の冴沢鐘己が電話出演。
  - 自主制作の映像コンテンツ「京都まちあるき ミステリーファイル」が、Yahooニュース、京都新聞、産經新聞などに取り上げられる。
- 2007年
  - コミュニティ放送の免許申請準備のためミニFMを停止。インターネットラジオのみとなる[2]。以後ミニFMは実施せず事実上の廃止。コミュニティ放送についても具体的な発表なし。
- 2009年
  - 関西のライブハウス約10店舗と提携し、インディーズアーティストの発掘に力を注ぐ。
  - 代表の冴沢鐘己がメジャー・デビュー。
- 2010年
  - スタジオを四条烏丸に移転。ギャラリーも併設し、幅広いアーティスト同士の交流や活動支援を目指す。
  - CDレーベル「PALMTONE RECORDS」設立。

- 2013年
  - 彦根、名古屋、神戸、西宮、大阪にサテライト局が開局。
  - パーソナリティが100名を越える。
- 2014年
  - 京都本局スタジオを四条烏丸（室町蛸薬師）に移転。
  - 東京（日暮里）にサテライト局が開局。
  - パーソナリティが200名、番組数が100を越える。
- 2015年
  - 芸能プロダクション部門「パームトーン・エージェンシー」設立。
- 2017年
  - 木屋町ステーション（イベントスペース・パームトーン）オープン。
  - 収録、生放送のほか、本格ライブも可能な音響・照明もフル装備。2023年に閉局、閉店。
- 夢かなステーションの展開は下記
  - 2015年　11月　夢かな淀川リバーサイドステーション（御幣島スタジオ）開局。
  - 2017年　8月　夢かな高槻ステーション開局。
  - 2018年　9月　みんなのゆめかな地域活性化プロジェクト始動。モデルステーションとして夢かな箕面ステーション（外院の里スタジオ）開局。
  - 2018年　10月　淡路島にんぎゃかステーション開局。
  - 2019年　1月　夢かな伊賀ステーション（忍者ステジオ）開局。2024年1月から休局。
  - 2019年　8月　夢かな伏見稲荷ステーション開局。
  - 2020年  7月　夢かな三重ステーション（津市、津新町駅近く）開局。収録番組数の減少により、2023年6月閉局。
  - 2021年　6月　夢かな京都宇治ステーション（心のTANEスタジオ）開局。

## 主な番組

### 生放送
- 佐々木清次のカバーしてなう（月曜 20:00-20:55、担当：佐々木清次）
- 痛快!とくまるラジオ（月曜 18:00-18:50、担当：徳丸新作）
- Mitsuのホットライン（月曜 22:00-22:50、担当：Mitsu）
- ほっとブレイク（火曜 12:00-13:00 担当：曽我未知子）
- ムーンライトブレイク火曜・K☆G Vai Pass!!（火曜 21:00-22:30、担当：団長＠惣市朗）
- サイバージャパネスク（火曜 23:00-24:00 担当：伴英将、冴沢鐘己、伴蒼翠）
- 秋人のスイハチRADIO（水曜 20:00-20:55、担当：秋人）
- ムーンライトブレイク・スヨイル（水曜 21:00-23:00、担当：中路麻理）
- 天然!OPP（木曜 21:00-22:00、担当：籾井優里奈、あきっすん、伴英将）
- かしこTV（木曜 23:00-26:00、担当：冴沢鐘己）
- BBガールズのまだまだGIRLでいいかしら（金曜 21:00-23:00 担当：BBガールズ）
- はろーこみゅこみゅ（金曜 24:00-25:00、担当：伊藤直輝）
- ムーンライトブレイクSaturday（土曜 21:00-25:00、担当：冴沢鐘己、曽我未知子）
- KC's BAR（日曜 21:00-23:00、担当：山下圭志、masae）

### 録音番組
- 冴沢鐘己と曽我未知子のサウンドストリーム
- 神城美月のLOVE LOVE ホークス
- マンティーのバスケットボールチャンネル
- あきっすんのまつげボーン
- 優里奈のサンサンひまわりラジオ
- 如月凛のお昼にほっこりどーどすか
- スイッチOFF
- つながりっちょラジオ
- オサムシェフのぶっちゃけトーク!
- 小林千夏のザ・サン
- くにちゃんのいきあたりバッチリ
- 飛び出せ!ラテンキラーズ[3]
- お坊さんの生け行けラジオ
- 居酒屋ゆるり
- 向こう三軒向日市ラジオ
- 清く 正しく 美しく
- DJりえのファンタジースポットラジオ
- Patty's Amazing World
- sYAK!のHappy Smile Radio（火曜 22:30-23:00、Aチャンネル）
- その他番組多数